# Atzenhof (Fürth)

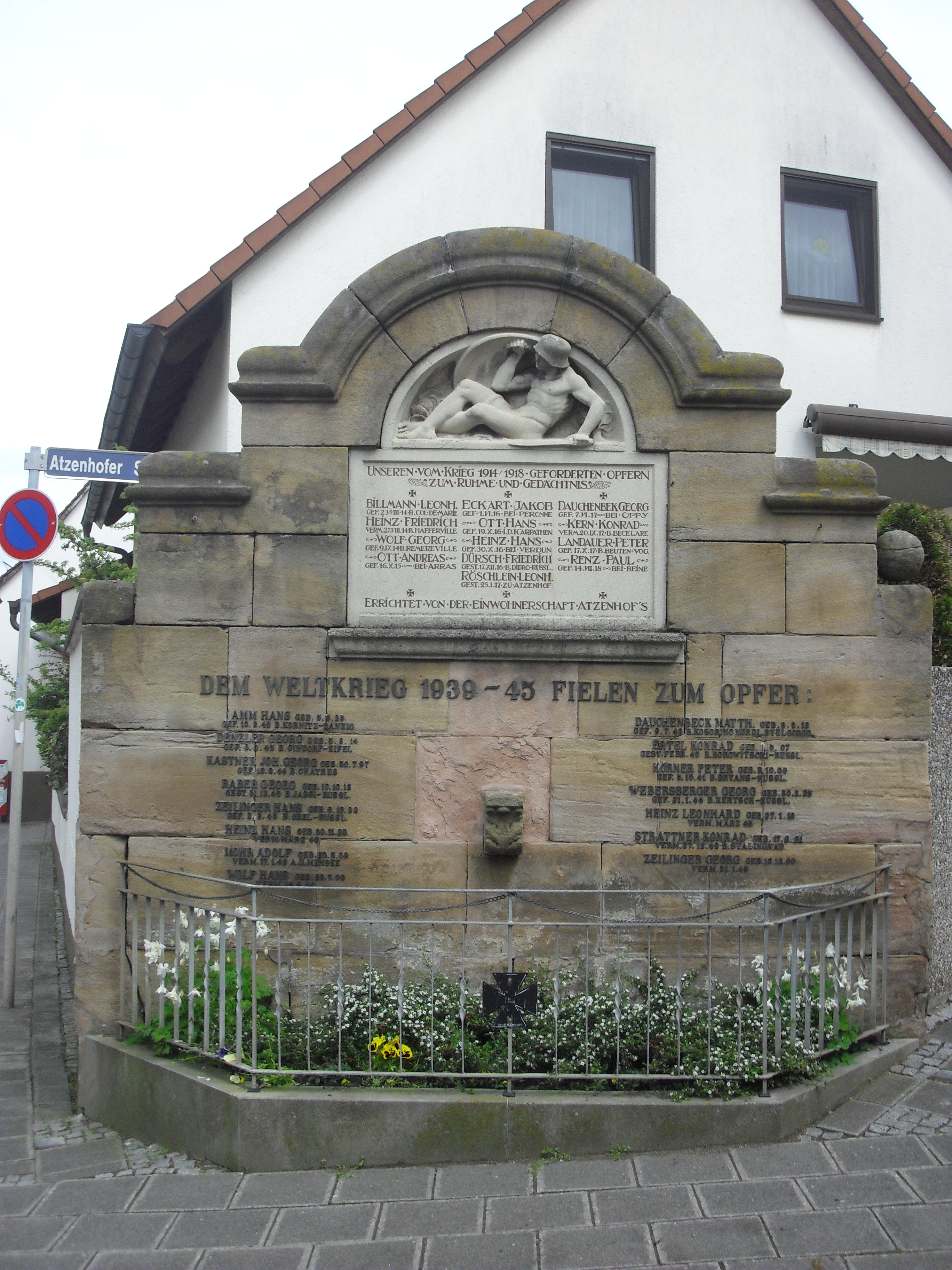
Kriegerdenkmal in Atzenhof (2013)

Atzenhof (fränkisch: Adsn-huhf) ist ein Gemeindeteil der kreisfreien Stadt Fürth (Mittelfranken, Bayern). Atzenhof liegt in der Gemarkung Unterfarrnbach.

## Geographie
Das Dorf liegt im Nordwesten von Fürth am rechten Ufer der Zenn zwischen Unterfarrnbach und Vach. Seit 1972 wird der Ort vom Main-Donau-Kanal (Europa-Kanal) in zwei Hälften geteilt. An der östlichen Seite des Kanals liegt der Hafen Fürth. Die Gemeindeverbindungs-/Kreisstraße FÜs 5 verläuft nach Stadeln zur Staatsstraße 2242 (1,4 km nordöstlich) bzw. nach Unterfarrnbach (1,5 km südlich). Gemeindeverbindungsstraßen verlaufen nach Ritzmannshof (1,2 km westlich) und nach Burgfarrnbach (2,2 km südwestlich).

## Geschichte
Der Ort wurde 1303 als „Atzenhoven“ erstmals urkundlich erwähnt, als der Nürnberger Burggraf Konrad die Hofmark Fürth, zu der auch Atzenhof zählte, an das Domkapitel in Bamberg abtrat. Das Bestimmungswort des Ortsnamens ist der Personenname Atzo.
Gegen Ende des 18. Jahrhunderts gab es in Atzenhof 15 Anwesen. Das Hochgericht übte das brandenburg-ansbachische Stadtvogteiamt Langenzenn aus. Die Dorf- und Gemeindeherrschaft hatte das bambergische Dompropsteiamt Fürth. Grundherren waren das Dompropsteiamt Fürth (1 Hof, 8 Gütlein, 4 Häuslein, 1 Hirtenhaus) und ein Herr Bauer zu Vach (1 Hof).
Von 1797 bis 1808 unterstand der Ort der Polizeicommision Fürth. Im Rahmen des Gemeindeedikts wurde Atzenhof dem 1808 gebildeten Steuerdistrikt Unterfarrnbach und der im selben Jahr gegründeten Ruralgemeinde Unterfarrnbach zugeordnet. Am 1. Januar 1918 wurde Atzenhof nach Fürth eingegliedert.
1916 wurde der Militärflugplatz Atzenhof eingerichtet, der durch die Flughafenbahn mit der Bahnstrecke Fürth–Würzburg verbunden war. Von 1920 bis 1934 gab es hier einen internationalen Verkehrsflughafen, bevor der Flughafen im Nürnberger Stadtteil Marienberg in Betrieb genommen wurde. Ab 1934 nutzte die Reichsluftwaffe das Gelände bis zum Einmarsch der US-Army am 18. April 1945 als Fliegerhorst.
Nach 1945 wurde das Flugplatzgelände zunächst von der United States Air Force als Militärstützpunkt mit Flugbetrieb und anschließend von der US-Army bis 1993 unter dem Namen „Monteith Barracks“ als Standort einer Panzereinheit und als Army Airfield (AAF) genutzt.
Nach dem Abzug der US-Army wurde das Gelände einer zivilen Nutzung zugeführt, wobei der teilweise denkmalgeschützte historische Gebäudebestand erhalten werden konnte.

### Baudenkmäler
In Atzenhof gibt es vier Baudenkmäler:
- Atzenhofer Straße: Kriegerdenkmal
- Atzenhofer Straße 48: Wohnstallhaus
- Flugplatzstraße: Ehemaliger Flughafen Nürnberg-Fürth
- Käthe-Brand-Straße: Ehemaliger Funkbunker

ehemalige Baudenkmäler
- Atzenhofer Straße 44: Zugehörige Scheune mit einfachem Fachwerk, noch 18. Jahrhundert. Straßengiebel. Neuer Ostanbau.[10]
- Atzenhofer Straße 50: Erdgeschossiges Bauernhaus, zwei Flügel, Mitte des 18. Jahrhunderts. Langgestreckte, verputzte Straßenfront mit vier Türen und acht Fenstern. Westflügel am Nordgiebel mit Muschelbekrönung.[10]

### Einwohnerentwicklung
| Jahr      | 001818 | 001840 | 001861 | 001871 | 001885 | 001900 | 001925 | 001950 | 001961 | 001970 | 001987 | 001999 |
| Einwohner | 48     | 113    | 137    | 137    | 192    | 206    | *      | 235    | 286    | 327    | 337    | 520    |
| Häuser    | 16     | 18     |        |        | 27     | 28     | *      | 33     | 51     |        | 86     |        |
| Quelle    | [ 12 ] | [ 13 ] | [ 14 ] | [ 15 ] | [ 16 ] | [ 17 ] | [ 18 ] | [ 19 ] | [ 20 ] | [ 21 ] | [ 22 ] |        |

## Religion
Atzenhof ist seit der Reformation evangelisch-lutherisch geprägt und bis heute nach St. Johannis (Burgfarrnbach) gepfarrt. Die Einwohner römisch-katholischer Konfession sind nach St. Marien (Burgfarrnbach) gepfarrt.

## Naherholung und Energiegewinnung auf der ehemaligen Mülldeponie

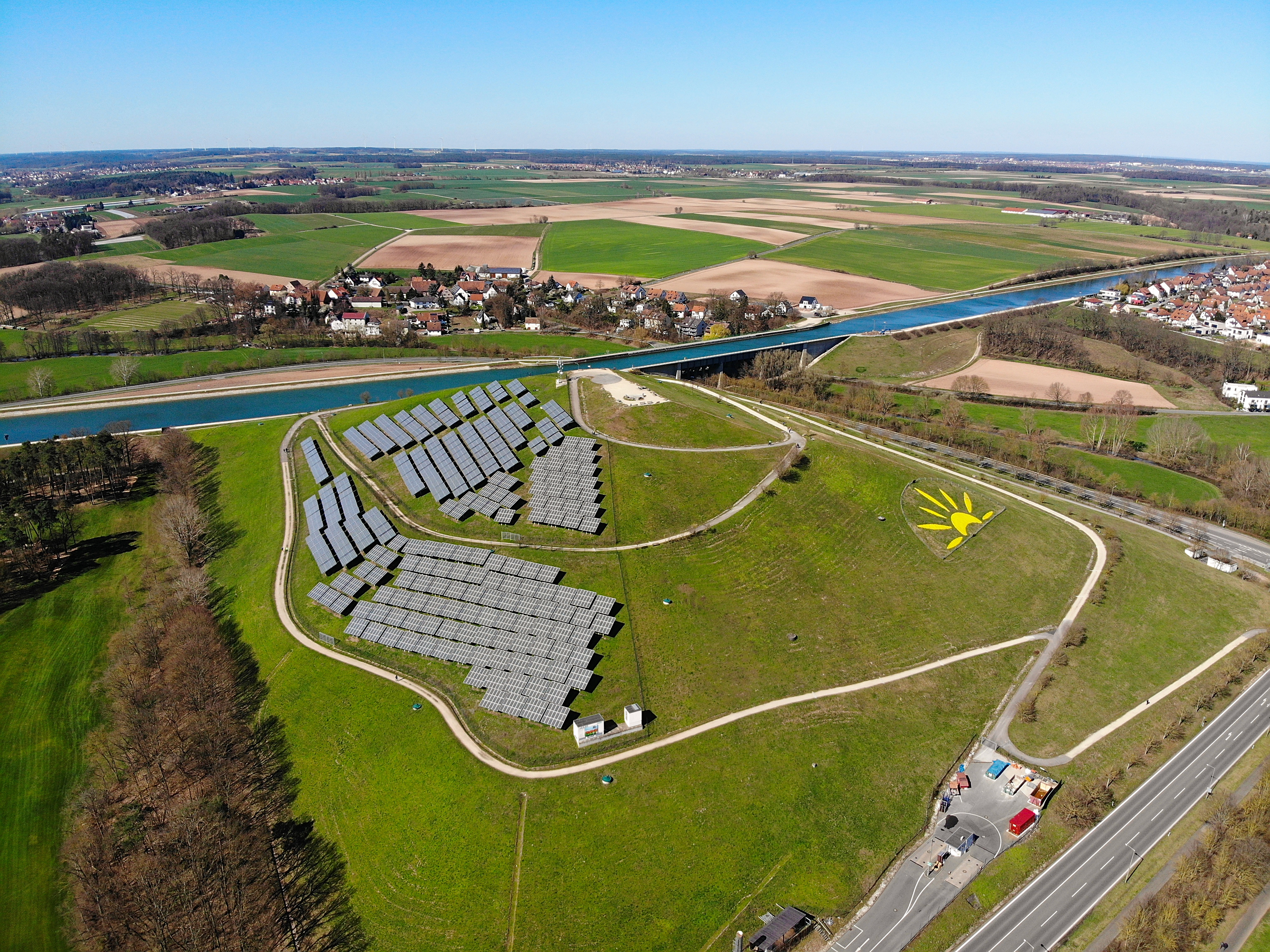
Luftaufnahme des Solarbergs von Südosten (2020). Im Hintergrund der Führter-Stadtteil Flexdorf

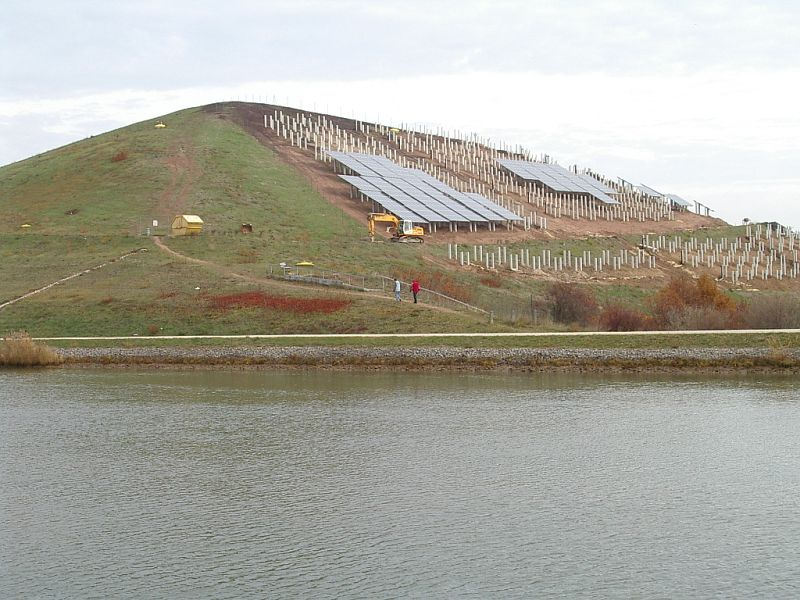
Der Südhang des Solarbergs während der Installationsphase der Solarmodule im Jahr 2003

Der Hügel (49° 31′ N, 10° 58′ O) der ehemaligen Mülldeponie ist begrünt und steht nunmehr  als Spaziergelände zur Verfügung. Die Aussicht nach Erlangen, Nürnberg, Fürth, zur Alten Veste und nach Vach ist eindrucksvoll. Auch kann man von hier sehr gut die den Nürnberger Flughafen anfliegenden Flugzeuge beobachten. Am Fuße des Berges befindet sich ein Golfplatz. Beeindruckend ist auch die große Trogbrücke des Rhein-Main-Donau-Kanals über den Zenngrund.
Seit 1995 wird aus dem Inneren der Hochdeponie Gas zur Stromgewinnung abgesaugt (ca. 1 Mio. m³ jährlich). Die Stadt Fürth errichtete ab dem Spätsommer 2003 zusammen mit der regionalen Solarwirtschaft am Südhang des 60 m hohen Berges das größte Solarkraftwerk Nordbayerns. Die Photovoltaikanlage ging am 23. Dezember 2003 offiziell ans Netz und soll jährlich 957.000 Kilowattstunden Strom produzieren. An der Investitionssumme von 4,65 Mio. Euro sind die Bürger der Region mit 1 Mio. und die Stadt Fürth mit 500.000 Euro beteiligt. Die neue Nutzung hat dem Hügel den Namen Energie- oder Solarberg eingebracht.

## Verkehr
Seit dem Sommer 1972 steht an der Lände Fürth bei Atzenhof am Main-Donau-Kanal ein kleines, leistungsfähiges trimodales Güterverkehrszentrum Schiff/Schiene/Straße zur Verfügung.